# عبدولی
عبدولی از طایفه‌های لر ساکن لرستان و خوزستان است؛ که در شهرستان‌های کوهدشت واندیمشک ومناطق سرکان و پاپل مانیارود اسکان داشته‌اند تعداد زیادی از این طایفه به استان‌های همجوار ازجمله خوزستان کوچ کرده‌اند.

## تاریخ
در دوران حکومت نظرعلی خان امرایی بر منطقهٔ طرحان این طایفه گارد ویژهٔ حکومت را تشکیل می‌دادند. در جنگ کوهدشت با سپاه انگلستان این طایفه به‌دلیل اینکه در جنگ‌های چریکی و کوهستانی مهارت‌های زیادی داشتند نقش بزرگی ایفا کردند. اصالتا عبدولی با طایفه‌های سوری و امرایی نسبت خونی داشته و در گذشته نچندان دور از مناطق رومشکان به سرکان و سپس به مانیارود کوچ کرده‌اند

## سکونتگاه
طایفه عبدولی در لرستان و خوزستان ساکن است، عبدولی‌های ساکن در لرستان به‌طور عمده در کوهدشت و خرم‌آباد ساکن هستند، و عبدولی‌های خوزستان ساکن اندیمشک هستند.

## زبان و جمعیت
طایفه عبدولی حدود ۷۰۰۰۰نفر جمعیت دارد و به زبان لری صحبت می‌کنند.
این ایل شامل ۹ شاخه با نام‌های زیر می‌شود:1:علی نقی
2:تقی
3:علی عسگر
4:صفر
5:رضا
6:مراد علی
7:مراد
8:علی میرزا
9:بیگ میرزا